# Iván Velasco
Iván Velasco Murillo (* 7. Februar 1980 in Arrasate, Gipuzkoa) ist ein ehemaliger spanischer Radrennfahrer.

## Karriere
Er begann seine Karriere im Jahr 2006 beim zweitklassigen spanischen Profiteam Orbea. In der Saison 2007 wechselte er zum baskischen Team Euskaltel-Euskadi, das an der UCI Pro Tour teilnimmt.
Velasco war Mitglied des Euskaltel-Euskadi-Aufgebotes beim Giro d’Italia 2007. Das dreiwöchige Rennen beendete er auf dem 76. Platz. In den folgenden Jahren nahm er noch insgesamt zweimal am Giro d’Italia und je einmal an der Tour de France und der Vuelta a España teil. Sein Bestes Ergebnis war der 51. Rang bei der Vuelta a España 2008.
2010 hatte Velasco ein gutes Frühjahr, als er 16. bei der Katalonien-Rundfahrt und je 18. bei der Tour Down Under und der Baskenland-Rundfahrt wurde. 2012 wurde er Neunter der Gesamtwertung der Vuelta a Castilla y León.
Ende der Saison 2014 beendete er seine Karriere.

## Platzierungen bei den Grand Tours
| Grand Tour            | 2007 | 2008 | 2009 | 2010 | 2011 | 2012 | 2013 | 2014 |
| --------------------- | ---- | ---- | ---- | ---- | ---- | ---- | ---- | ---- |
| Giro d’ItaliaGiro     | 76   | 54   | –    | –    | –    | DNF  | –    | –    |
| Tour de FranceTour    | –    | –    | –    | 62   | WD   | –    | –    | –    |
| Vuelta a EspañaVuelta | –    | 51   | –    | –    | –    | 26   | WD   | –    |